# کوه گاگاماچای
کوه گاگاماچای (به اسپانیایی: Gagamachay) یک کوه در پرو است که در منطقه انکاش واقع شده‌است. کوه گاگاماچای ۴٬۴۰۰ متر بالاتر از سطح دریا واقع شده‌است.